# Geschäftsanteil

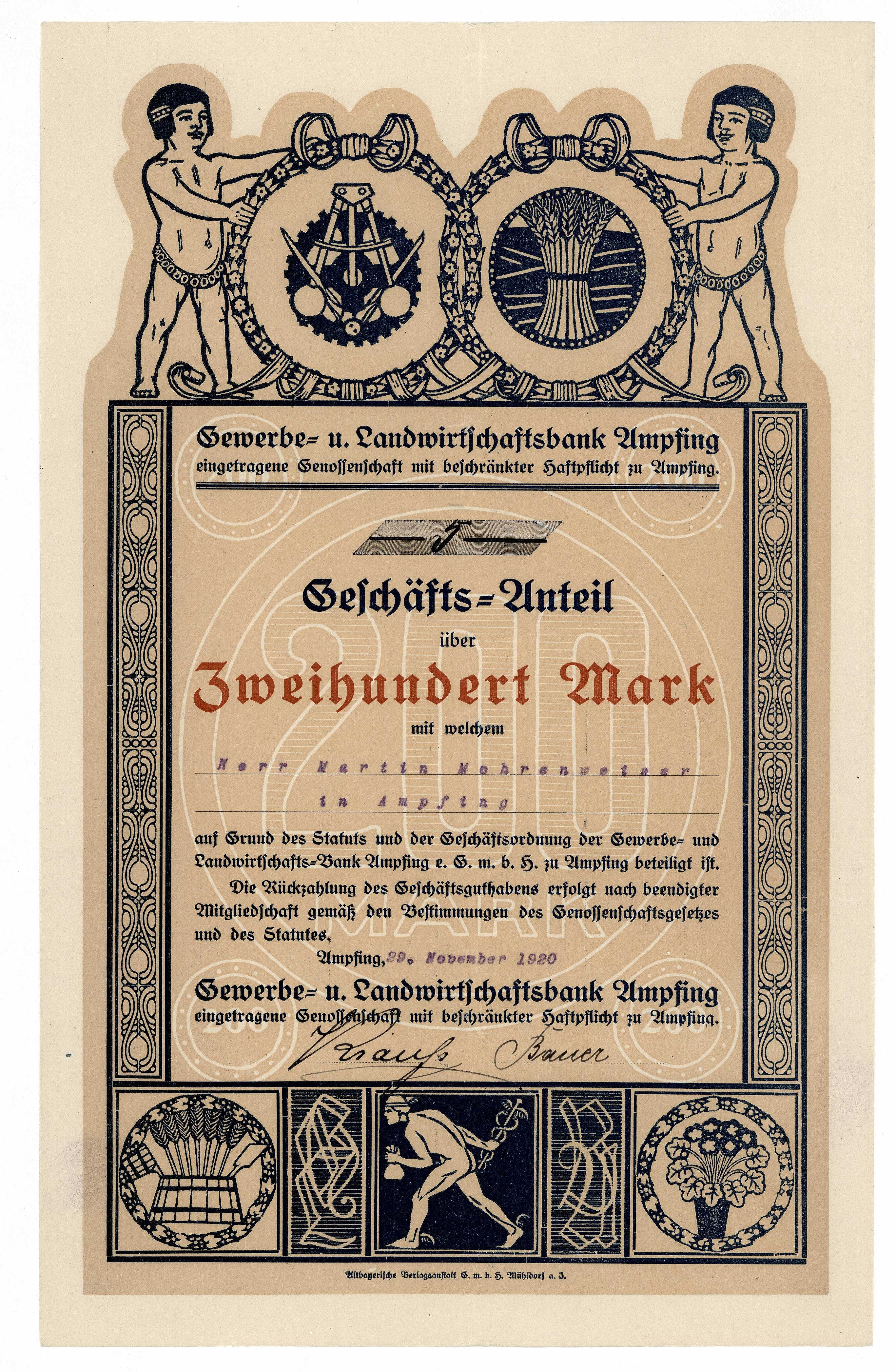
Geschäftsanteil der Gewerbe- u. Landwirtschaftsbank Ampfing vom 29. November 1920

Unter einem Geschäftsanteil versteht das deutsche Gesellschaftsrecht den Betrag, bis zu welchem sich die einzelnen Gesellschafter gemäß Satzung oder Gesellschaftsvertrag maximal an einer GmbH oder Genossenschaft beteiligen können.

## Allgemeines
Häufig wird der Rechtsbegriff synonym für den Begriff Gesellschaftsanteil verwendet. Beim Geschäftsanteil handelt es sich um einen Anteilschein, der einen Miteigentumsanteil nach Bruchteilen gemäß § 1008 BGB am Gesellschaftsvermögen der beiden Rechtsformen verbrieft. Konkret handelt es sich um den Geschäftsanteil am Stammkapital der GmbH oder am Geschäftsguthaben der Genossenschaft. 

## Rechtsfragen
Die Einzelheiten zum Recht der Geschäftsanteile sind im GmbH-Gesetz und im Genossenschaftsgesetz (GenG) geregelt. Regelmäßig müssen Geschäftsanteile auf volle 1-Euro-Beträge lauten (§ 5 Abs. 2 Satz 1 GmbHG). Bei der GmbH bedarf die Übertragung eines Geschäftsanteils der notariellen Beurkundung (§ 15 Abs. 3 GmbHG), bei der Genossenschaft der Genehmigung des Vorstandes. Der GmbH-Gesellschaftsvertrag kann vorsehen, dass ein Geschäftsanteil nur mit Zustimmung der Gesellschaft oder der Gesellschafterversammlung übertragen werden kann (sogenannte Vinkulierung; § 15 Abs. 5 GmbHG). GmbH-Geschäftsanteile sind in der Regel frei vererblich. Der Gesellschaftsvertrag der GmbH kann jedoch vorsehen, dass der Geschäftsanteil im Falle des Todes (oder wenn er an nicht als Nachfolger zugelassene Erben fällt) eingezogen wird (sogenannte Kaduzierung). Geschäftsanteile können seit dem 1. November 2008 unter bestimmten Voraussetzungen nach § 16 Abs. 3 GmbHG gutgläubig erworben werden.
Bei der eingetragenen Genossenschaft ist der Geschäftsanteil der Betrag, bis zu welchem sich die einzelnen Mitglieder mit Einlagen beteiligen können (§ 7 GenG). Das Geschäftsguthaben ist dagegen bei der Genossenschaft der Betrag, mit dem das Mitglied in einem bestimmten Zeitpunkt tatsächlich beteiligt ist. Formal gilt der Geschäftsanteil {\displaystyle GA} als Obergrenze, in welcher das Geschäftsguthaben {\displaystyle GG} enthalten ist, das sich durch Zuschreibung von Gewinnen {\displaystyle ZG} und Abschreibung von Verlusten {\displaystyle AV} ändert:    
{\displaystyle GA=BE+ZG-AV}.
Der Geschäftsanteil beginnt mit der Bareinzahlung oder Sacheinlage {\displaystyle BE}, die sich durch {\displaystyle ZG} und {\displaystyle AV} zum {\displaystyle GG} entwickelt.

## Abgrenzung
Das Geschäftsguthaben ist der Betrag, mit dem das Mitglied einer Genossenschaft in einem bestimmten Zeitpunkt tatsächlich beteiligt ist. Das Geschäftsguthaben kann niedriger sein als der Geschäftsanteil oder mit ihm identisch sein, keinesfalls jedoch höher. 